# Želiezovce
Želiezovce (en hongrois : Zselíz, autrefois Zseliz, en allemand : Zelis) est une ville de Slovaquie située dans la région de Nitra, du district de Levice.

## Géographie
La ville est située dans la Slovaquie méridionale, sur la rive droite du fleuve Hron. Elle borde la route I/76. Le centre-ville se trouve à 24 kilomètres au sud de Levice, chef-lieu du district.

### Quartiers
Le territoire communal se compose de sept quartiers :
- Jarok
- Karolína
- Mikula
- Rozina
- Svodov
- Veľký Dvor
- Želiezovce

## Histoire

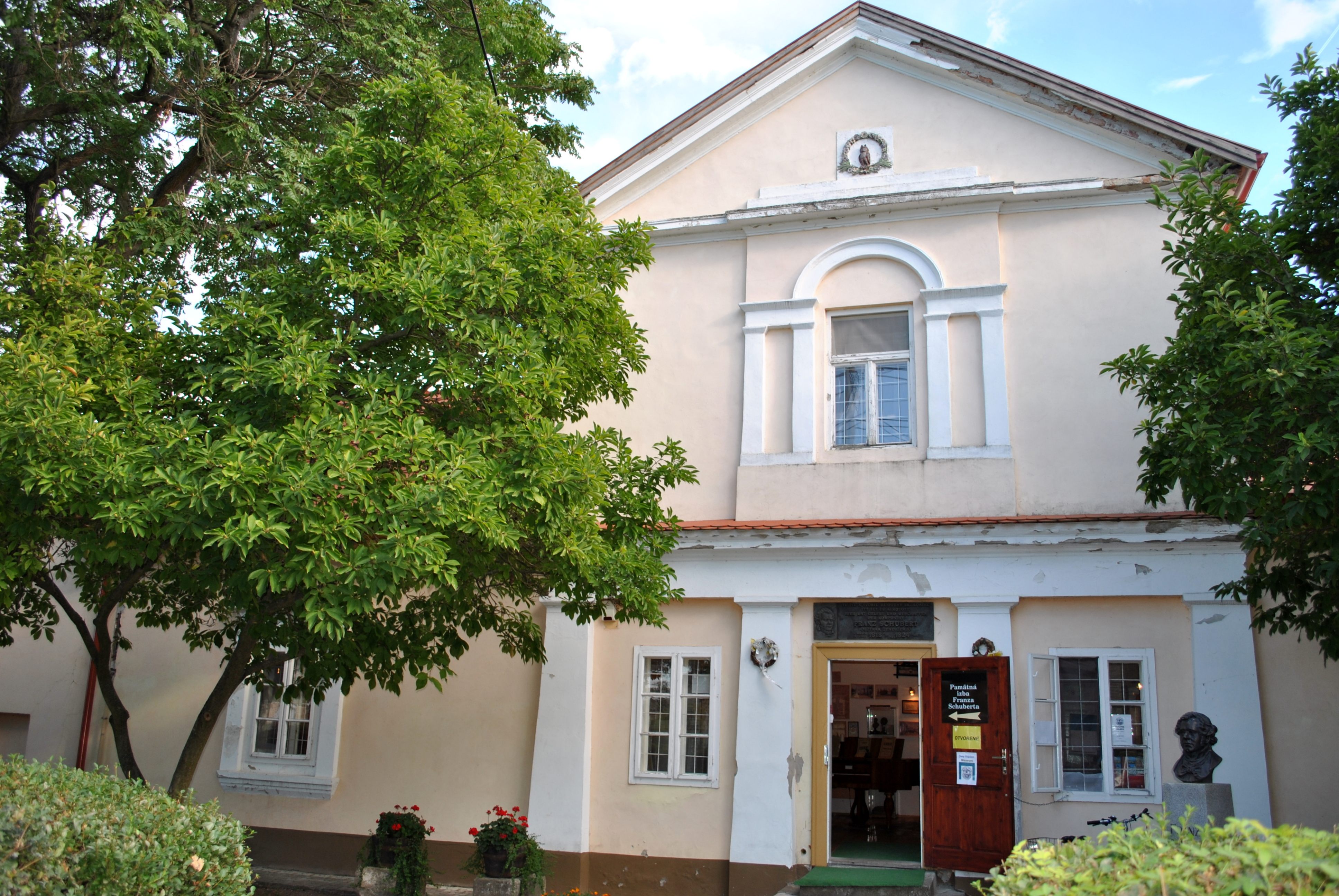
Le musée de Schubert.

La première mention écrite de la ville remonte à 1274. La région faisait, à cette époque, partie du royaume de Hongrie. Les murs de l'église paroissiale gothique, consacrée à saint Jacques, date des environs de 1332.
Dans les années 1720, la maison Esterházy y fit construire un manoir qui à la fin du XVIIIe siècle a été transformé en un château néoclassique entouré par un vaste jardin à l'anglaise. De juillet à novembre 1818 puis de mai à octobre 1824, le compositeur Franz Schubert séjourne avec les Esterházy, venu pour enseigner la musique aux enfants de la famille, et notamment à Caroline Esterházy à qui il dédie une fantaisie. Le pavillon du jardin du château abrite aujourd'hui un musée consacré au célèbre musicien.
En 1918, après la Première Guerre mondiale et le traité de Trianon , la ville passa à la nouvelle République tchécoslovaque.

## Démographie

### Évolution de la population
| Année:               | 1994. | 2004.   | 2014.   | 2024.   |
| -------------------- | ----- | ------- | ------- | ------- |
| Nombre de personnes: | 7602  | 7522    | 7056    | 6558    |
| Différence:          |       | -1,05 % | -6,19 % | -7,05 % |

| Année:               | 2023. | 2024.   |
| -------------------- | ----- | ------- |
| Nombre de personnes: | 6588  | 6558    |
| Différence:          |       | -0,45 % |

## Personnalités
- Famille Esterházy
- Édouard Sacher (1843–1892), restaurateur et hôtelier ;
- Augustín Fischer-Colbrie (1863–1925), évêque de Košice.

## Jumelages
La ville de Želiezovce est jumelée avec :
- Trstená (Slovaquie)
- Barcs (Hongrie)
- Makó (Hongrie)
- Miercurea-Ciuc (Roumanie)